# 마지막 기회
《마지막 기회》(Die letzte Chance, The last chance)는 스위스에서 제작된 레오폴드 린트버그 감독의 1945년 드라마, 전쟁 영화이다. 황금종려상 수상작이다.

## 줄거리
1943년, 연합군이 이탈리아 남부에 상륙하자 연합군 포로들은 기차로 북쪽으로 수송된다. 밤에 기차가 공습을 받자 일부 포로들은 탈출한다. 영국인 홀리데이 중위와 미국인 브래덕 병장은 어둠 속에서 우연히 만나 팀을 이룬다.
다음 날, 그들은 밀가루 자루를 실은 수레를 얻어 탄다. 운전사는 이탈리아 병사들이 화물을 검사하지 못하게 설득한 후, 시골에서 승객들을 내려준다. 강에 도착하자 그들은 배를 찾기 위해 헤어진다. 영국인은 빨래하는 예쁜 젊은 여자를 만난다. 두 남자는 배를 얻어 노를 젓기 시작하지만, 여자가 달려와 휴전이 체결되었다고 말해주자 그들은 되돌아간다. 그들은 마을로 향하지만, 이상하게도 조용하고 거리에는 아무도 축하하는 사람이 없다. 그때 독일군이 도착하여 마을을 점령한다. 여자의 삼촌은 두 남자에게 민간인 옷을 주고 화물 열차에 몰래 타라고 권유하고, 그들은 그렇게 한다. 한 정류장에서, 그들은 한 여자가 남편과 헤어져 독일군에 의해 기차로 다른 사람들과 함께 끌려가는 것을 무기력하게 지켜본다.
그 후, 그들은 산으로 향한다. 그들은 다리를 건너게 해주는 파르티잔 무리를 만난다. 한 이탈리아인이 마을 사람들을 위험에 빠뜨리지 말라고 경고한다. 두 사람은 교회로 가고, 사제는 그들을 돕기로 동의한다. 눈보라에 갇혀 산을 넘으려던 난민들이 되돌아온다. 사제는 홀리데이를 여관으로 데려가 안내자 주세페에게 소개한다. 그는 내일 새로 온 사람들을 포함한 일행 전체를 건너게 해줄 것이라고 약속한다. 그는 폴란드인 재단사와 그의 조카딸, 베오그라드 출신의 공장 노동자, 자신의 논문보다 자신의 목숨을 더 걱정하는 교수, 그리고 프랑스인 모니에 부인을 가리킨다. 홀리데이가 떠나려 할 때, 비텔스 부인(이전에 남편을 잃은 여자)과 그녀의 아들 베르나르가 합류하기 위해 도착한다. 이미 교회에 숨어있는 사람은 영국인 텔퍼드 소령이다. 그는 홀리데이와 브래덕에게 남아 파르티잔에 합류하라고 설득한다.
라디오 방송은 폐위된 이탈리아 파시스트 지도자 일 두체가 독일군에 의해 해방되었다고 발표한다. 불만을 품은 전 파시스트가 난민들을 배신하기 위해 계곡으로 향한다. 그날 밤, 다리에서 총성이 들린다. 사람들은 사제에게 조언을 구한다. 그는 그들에게 숲에 숨고, 아이들과 노인들은 자신에게 맡기라고 말한다. 사제는 세 명의 병사들에게 난민들을 주세페에게 데려가도록 설득한다. 그들이 떠난 후, 파시스트 정보원은 마지못해 사제에게 그를 독일군에게 데려가야 한다고 말한다.
난민들이 주세페의 마을에 도착했을 때, 그들은 독일군이 이미 그곳에 도착했음을 알게 된다. 주세페의 어머니는 아들이 마을의 다른 남자들과 함께 죽었다고 말한다. 또 다른 마을 사람은 병사들에게 고아들도 데려가 달라고 부탁한다. 마지못해 소령은 동의한다. 일행은 눈보라 속에서 산으로 향한다. 늙은 재단사는 따라갈 수 없었고, 눈 속에 누워 기도한다. 다른 사람들은 산악 구조 오두막에서 피난처를 찾는다.
폭풍이 끝나자 독일군 순찰대가 나타난다. 병사들은 국경을 봉쇄하라는 명령을 받았으므로 오두막을 우회하지만, 이제 통로는 지켜진다. 홀리데이는 소령의 권총(다섯 발의 탄환)을 사용하여 주의를 돌리겠다고 제안하지만, 텔퍼드는 거절한다. 대신, 일행 전체는 밤에 탐지를 피하기를 바라며 출발한다. 스키 순찰대를 발견하자 그들은 숨어야 한다. 베르나르는 개활지로 뛰쳐나가 독일군을 유인하지만, 총에 맞아 죽는다. 다른 사람들은 스위스로 들어서지만, 홀리데이는 총에 맞는다. 스위스 장교는 오직 어린이, 65세 이상, 그리고 정치적 난민만이 남을 수 있다고 알린다. 그는 정부로부터 모든 사람이 머물 수 있도록 권한을 얻어낸다. 마지막 장면에서 그들은 홀리데이의 장례식에 참석한다.

## 출연
오프닝 크레딧에 언급되는 출연자:
- Ewart G. Morrison - Major Telford 역
- John Hoy - Lieutenant John Halliday 역
- Ray Reagan - Sergeant Jim Braddock 역
- Luisa Rossi - Tonina 역
- Odeardo Mosini - An Innkeeper 역
- Giuseppe Galeati - A Carrier 역
- Romano Calò - Priest 역
- Leopold Biberti - A Swiss lieutenant 역
- Therese Giehse - Frau Wittels 역
- Robert Schwarz - Bernard, her son 역

기타 출연자:
- Tino Erler - Muzio 역
- Sigfrit Steiner - Military Doctor 역
- Emil Gerber - Frontier Guard 역
- Germaine Tournier - Mme. Monnier 역
- M. Sakhnowsky - Hillel Sokolowski 역
- Berthe Sakhnowsky - Chanele 역
- Rudolf Kamft - Professor 역
- Jean Martin - Dutchman 역
- Gertrudten Cate - Dutchwoman 역
- Carlo Romatko - Yugoslav Worker 역